# Glens Falls
Glens Falls är en stad i Warren County, New York och är den centrala staden i Glens Falls storstadsområde. Stadens befolkning var 14 700 vid United States Census 2010. Namnet kommer från överste Johannes Glen och fallen hänvisar till ett stort vattenfall i Hudsonfloden i södra änden av staden.
Glens Falls ligger i sydöstra delen av Warren County, omgiven av kommunen Queensbury i norr, öster och väster, och Hudsonfloden och Saratoga County i söder. Glens Falls är känd som "Hometown USA", en titel som Look Magazine gav staden år 1944. Staden själv har även hänvisat till sig själv som "Empire City".

## Historia
Med sin lokalisering mellan fort Edward och William Henry var Falls platsen för flera strider under Fransk-indianska kriget och Amerikanska frihetskriget. Den dåvarande halmet brann till stora delar ned två gånger under den senare konflikten, vilket tvingade kväkarna att överge bosättningen tills krigsslutet år 1783. Byn härjades även av åren 1864, 1884 och 1902.
Området kallades ursprungligen Chepontuc (Irokesiska språk; "svår plats att komma runt"), även kallad "Great Carrying Place," men döptes till "The Corners" av europeisk-amerikanska nybyggare. År 1766 döptes byn om till Wing's Falls efter Abraham Wing, ledare för den grupp kväkare som etablerade den permanenta bosättning, och "Falls" efter Hudsonfloden. Wings anspråk på namnet överfördes till överste Johannes Glen från Schenectady år 1788, antingen som betalning för en skuld, som en följd av en vadslagning i samband med kortspel, eller i utbyte mot att värdskap av en fest för gemensamma vänner, beroende på vilken av de lokala legenderna man går efter. Överste Glen ändrade namnet till "Glens Falls", även om det ofta skrevs med varierande stavning som "Glenn's", eller "Glens". Stavningen "Glens Falls" kom dock att bli den vanliga användningen.